# 茶漬綱
茶漬綱（學名：Lecanoromycetes）是子囊菌門盤菌亞門的一個綱，包含約九成的已知地衣真菌，其下共有14個目，種類達上萬種，是真菌界中物種數最多的綱之一。本綱中的地衣在陸域生態系中扮演重要角色，廣泛分佈於全球各地，南極洲亦有本綱的地衣生長。

## 外形
茶漬綱地衣的子囊果多為子囊盤（apothecium），其次則為子囊殼（perithecium），後者只出現在某幾個科中。除了形成子囊果外，本綱物種還可透過粉芽、裂芽等無性生殖的方式繁殖、散播，另外有些類群有可以產生分生孢子的分生孢子器，但其是否能透過分生孢子繁殖仍有待更多研究闡明。茶漬剛地衣的子囊多為單囊壁（unitunicate），少數為雙囊壁（bitunicate），原囊壁（prototunicate）則更為少見。
許多茶漬綱地衣可以產生多種次級代謝物，有避免草食動物取食、病原感染與抵擋紫外線等功能。

## 營養方式

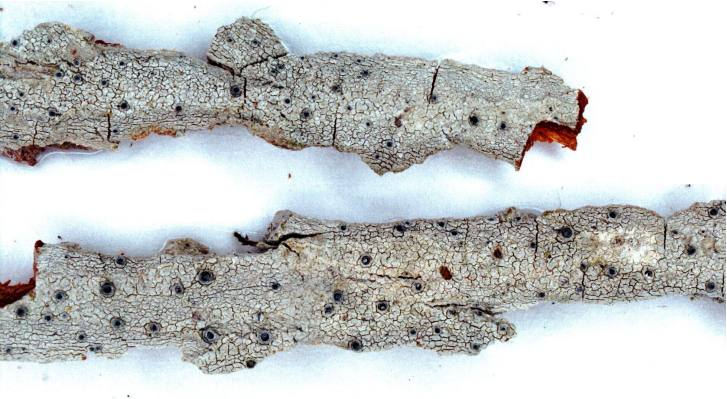
點盤菌屬的物種

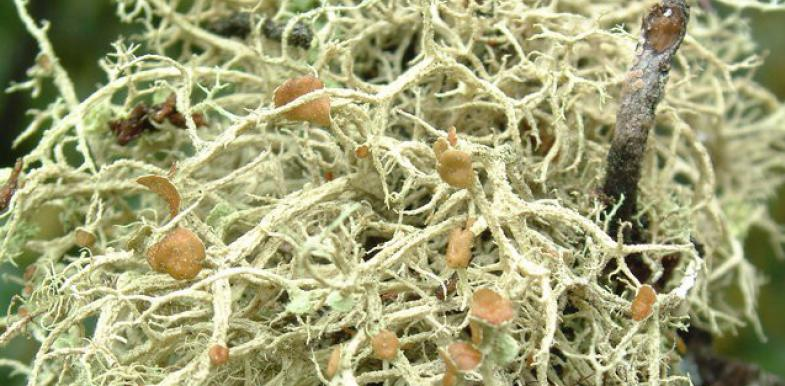
扁枝衣

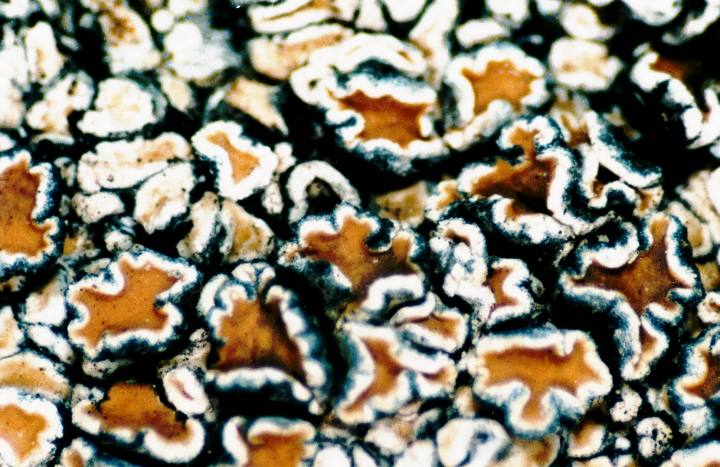
墙茶渍

茶漬綱的地衣多生長於樹皮或岩石上，也可能生長於樹葉、土壤、苔蘚或其他地衣上，大多數物種為陸生，但也有少數可生長在淡水、甚至潮上帶的海水中。多數物種與一或二種綠藻、藍綠菌等行光合作用的共生物（photobiont）建立互利共生的關係，其中又以綠藻為大宗，約佔了九成。真菌從光合共生物中取得有機養分（在某些情況下還能取得藍綠菌以固氮作用產生的氮原），並提高共生物對紫外線、劇烈的溫度變化與脫水等逆境的抗性。絕大多數形成地衣的茶漬綱的真菌都行絕對互利共生（obligate mutualists），不能以其他營養方式生存，不過點盤菌屬的部分物種除了可與光合共生物形成地衣外，也可以在其他基質上行腐生生長。另外本綱有些類群在演化上丟失了形成地衣的能力，而不會形成地衣，而是以腐生或寄生等其他營養方式生長。

### 專一性
有關茶漬綱真菌與光合共生物專一性的研究仍少，有一些研究顯示茶漬綱中某些目、科的類群主要與某一類綠藻或藍綠菌形成地衣。共生物的種類可能有助於茶漬綱真菌的分類。

## 演化
2006年一篇分子種系發生學研究以六個基因的序列分析真菌類群的親緣關係，結果顯示茶漬綱與散囊菌綱為姊妹群，而兩者構成的演化支又與李基那地衣綱為姊妹群，其中李基那地衣綱的類群、與部份散囊菌綱的類群也會形成地衣，因此地衣的特徵可能是這三個類群真菌的共衍徵。不過也有研究認為茶漬綱與李基那地衣綱為姊妹群，而地衣為兩者的共衍徵，亦有研究認為上述類群的地衣可能都是獨立演化出來的。分子時鐘顯示茶漬綱可能在約3.7億年前的泥盆紀晚期與散囊菌綱分支，並在石炭紀大量演化，現生茶漬綱物種的冠群可能多在那時出現。2013年，在約4.1億年前的泥盆紀岩層中發現了與現生茶漬綱地衣相似的地衣化石，此化石與若干早前出土的地衣琥珀有助對分子時鐘估計出的演化年代進行修正。

## 分類
茶漬綱下包含14個目：
- 微孢衣目 Acarosporales
- Arctomiales
- 羊角衣目 Baeomycetales
- 粉衣目 Caliciales
- Graphidales
- Hymeneliales
- 茶漬目 Lecanorales
- 网衣目 Lecideales
- 厚頂盤菌目 Ostropales
- 地卷菌目 Peltigerales
- 雞皮衣目 Pertusariales
- Rhizocarpales
- Schaereriales
- 黃枝衣目 Teloschistales
- Turquoiseomycetales
- 石耳目 Umbilicariales

目和科地位未定的属：
- Biatoridium J.Lahm
- Cecidioskyttea Etayo, 2004
- Chiliospora
- Dictyocatenulata D.E.Finley & E.F.Morris, 1967
- Korfiomyces T.Iturriaga & D.L.Hawksworth, 2004
  - Korfiomyces gelatinosus Iturr. & D.Hawksw.[13]
- Scythioria S.Y.Kondr., Kärnefelt, Elix, A.Thell & Hur
- Trullula Ces.